# 濮阳经济技术开发区
濮阳经济技术开发区是位于河南濮阳市西北城区的经济开发区，成立于1992年9月。1994年被河南省人民政府命名为“省级高新技术产业开发区”。1998年被中国科技部命名为全国首家“国家火炬计划生物化工产业发展基地”。2013年3月正式升级成为国家级经济技术开发区。2015年入选工业和信息化部第六批“国家新型工业化产业示范基地”。

## 简介
开发区辖区总面积307平方公里，辖昆吾、皇甫、濮上3个街道办事处，1个社区管理中心，王助镇、新习镇2个镇以及胡村乡。共有132个行政村、23万人。产业集聚区规划面积19.5平方公里。
2014年，全区完成生产总值80亿元，增长13.9%；完成固定资产投资80.6亿元，增长17.4%；完成规模以上工业增加值31.7亿元，增长21.3%。

## 主要企业
- 中原乙烯
- 中原大化
- 三安化工
- 迈奇科技
- 新豫化工
- 颖泰化工
- 濮耐功能材料
- 双发实业
- 海华石油机械
- 贝英数控机床
- 泓天威药业
- 汇元药业
- 仲亿药业
- 华峰制药